# David Hermann
David Hermann (n. 1625, Mediaș – d. 1682, Valea Viilor) a fost un teolog și istoric sas din Transilvania.
Despre copilăria și anii tinereții nu se cunosc amănunte. Apare ca notar (Rathsschreiber) al sfatului din orașul natal. Din 1648 preia postul vacant de preot evanghelic din Agârbiciu (Scaunul Șeica), aici îi moare în 1651 atât soția cât și unicul săi fiu. În 1668 este chemat ca preot la Valea Viilor unde și moare în 1682.
În Annales rerum politicarum in Transilvania..., manuscris păstrat la Muzeul Bruckenthal din Sibiu, David Herrmann scrie la 1655 că sub numele de Dacia trebuiesc înțelese teritoriul Transilvaniei, al Valahiei și al Moldovei.

## Lucrări

### Lucrări tipărite
- Judicium liberale et sobrium de Israelis Hübneri, Calendariographi temerario: I. Novissimi diei calculo et ex II. solis praevisa totali Ecclipsi anno 1654, nec non III. Cometa pridem sub finem anni 1652 viso, quorundam Astrologorum, Prognostico, in gratiam eorum, qui non a quovis agitantur vento; sed solis et solidis S. Scripturae, rectae rationis et experientiae vestigiis, firmo et immoto, quod dicitur, talo, insistere consueverunt. Authore: D.H.M. (Davide Hermann Media) Transylvano, Herbornae Nassoviorum, 1656, 44 p.

### În manuscript
- Jurisprudentia ecclesiastica seu Fundamenta Jurisdicitionis Ecclesiasticae Saxonum in Transylvania, 1665
- Annales Rerum Politicarum in Transylvania, inde a Reformatione Religionis, anno scilicet Christi, 1520 gestarum. An 1655.
- Annales Eccelsiastici Rerum Transylvanicarum inde a Reformatione Religionis A. 1520, auctore Davide Hermanno, Past. Wormlochensi.
- Devastatio Urbis Cibinensis, sub Gabriele Bátori, Princ. Transylv.
- Ruina Transylvaniae